# Różniczka zupełna
Pochodna, różniczka, czasami: różniczka zupełna funkcji {\displaystyle f\colon \mathbb {R} ^{n}\to \mathbb {R} } w punkcie {\displaystyle a\in \mathbb {R} ^{n}} to przekształcenie liniowe {\displaystyle df(a)\colon \mathbb {R} ^{n}\to \mathbb {R} } będące najlepszym liniowym przybliżeniem przyrostu funkcji {\displaystyle f} w tym punkcie. Różniczkę zupełną da się przedstawić w postaci
{\displaystyle df(a)=\sum _{i=1}^{n}{\frac {\partial f}{\partial x_{i}}}(a)dx^{i},}
gdzie {\displaystyle dx^{i}:=d\pi ^{i}} to pochodne rzutowań na {\displaystyle i}-tą współrzędną względem bazy standardowej {\displaystyle \mathbb {R} ^{n},} tzn. funkcji {\displaystyle \pi ^{i}\colon \mathbb {R} ^{n}\to \mathbb {R} ,\ i=1,\dots ,n} danych wzorami
{\displaystyle \pi ^{i}(x_{1},\dots ,x_{n}):=x_{i}.}
Różniczka (tzn. przekształcenie dane wzorem {\displaystyle x\mapsto df(x)}) jest przykładem {\displaystyle 1}-formy różniczkowej.

## Definicja
Niech {\displaystyle U\subset \mathbb {R} ^{n}} będzie zbiorem otwartym. Niech {\displaystyle f\colon U\to \mathbb {R} } będzie funkcją różniczkowalną w punkcie {\displaystyle a\in U.} Wówczas różniczka zupełna funkcji {\displaystyle f} w punkcie {\displaystyle a} to jej pochodna w punkcie {\displaystyle a,} czyli przekształcenie liniowe {\displaystyle df(a)\colon \mathbb {R} ^{n}\to \mathbb {R} ,} które w pewnym sensie jest najlepszym liniowym przybliżeniem przyrostu
{\displaystyle f(a+h)-f(a).}
W szczególności można napisać
{\displaystyle f(a+h)-f(a)\approx df(a)(h)}
dla dowolnego {\displaystyle h\in \mathbb {R} ^{n}} takiego, że {\displaystyle a+h\in U.}

## Postać kanoniczna
Pochodna {\displaystyle df(a)} ma macierz w bazie standardowej {\displaystyle \mathbb {R} ^{n}}
{\displaystyle [df(a)]=\left[{\frac {\partial f}{\partial x_{1}}}(a)\ldots {\frac {\partial f}{\partial x_{n}}}(a)\right].}
Wynika z tego, że pochodna {\displaystyle df(a)} jest dana wzorem
{\displaystyle df(a)(h_{1},\dots ,h_{n})=\left[{\frac {\partial f}{\partial x_{1}}}(a)\ldots {\frac {\partial f}{\partial x_{n}}}(a)\right]{\begin{bmatrix}h_{1}\\\vdots \\h_{n}\end{bmatrix}}=\sum _{i=1}^{n}{\frac {\partial f}{\partial x_{i}}}(a)h_{i}.}
W szczególności rzutowania {\displaystyle \pi ^{i}\colon \mathbb {R} ^{n}\to \mathbb {R} ,\ i=1,\dots ,n} na {\displaystyle i}-tą współrzędną względem bazy standardowej {\displaystyle \mathbb {R} ^{n},} tzn. funkcje dane wzorami
{\displaystyle \pi ^{i}(x_{1},\dots ,x_{n}):=x_{i}}
są różniczkowalne i ich pochodne są dane wzorami
{\displaystyle d\pi ^{i}(a)(h_{1},\dots ,h_{n})=h_{i},\ i=1,\dots ,n}
dla dowolnego {\displaystyle a\in \mathbb {R} ^{n}.}
Widzimy, że różniczkę można zapisać w postaci
{\displaystyle df(a)=\sum _{i=1}^{n}{\frac {\partial f}{\partial x_{i}}}(a)d\pi ^{i}}
(dla prosty oznaczeń piszemy {\displaystyle d\pi ^{i}} zamiast {\displaystyle d\pi ^{i}(a)}), którą nazywamy postacią kanoniczną. Oznaczając pochodne {\displaystyle d\pi ^{i}} przez {\displaystyle dx^{i},} można powyższemu wzorowi nadać klasyczną formę
{\displaystyle df(a)=\sum _{i=1}^{n}{\frac {\partial f}{\partial x_{i}}}(a)dx^{i}.}

## Przykład
Różniczka funkcji {\displaystyle f\colon \mathbb {R} ^{3}\to \mathbb {R} } różniczkowalnej w punkcie {\displaystyle a\in \mathbb {R} ^{3}} ma postać kanoniczną
{\displaystyle df(a)={\frac {\partial f}{\partial x}}(a)dx+{\frac {\partial f}{\partial y}}(a)dy+{\frac {\partial f}{\partial z}}(a)dz,}
gdzie:
{\displaystyle dx(h_{1},h_{2},h_{3})=h_{1},\quad dy(h_{1},h_{2},h_{3})=h_{2},\quad dz(h_{1},h_{2},h_{3})=h_{3}}
(dla uproszczenia piszemy {\displaystyle dx} zamiast {\displaystyle dx(a)} itd.).

## Przybliżanie przyrostu funkcji za pomocą różniczki
Z definicji różniczki wynika, że za jej pomocą można przybliżać przyrost funkcji. Z własności różniczki wynika, że to przybliżenie ma postać
{\displaystyle \Delta f:=f(a+\Delta x)-f(a)\approx \sum _{i=1}^{n}{\frac {\partial f}{\partial x_{i}}}(a)\Delta x_{i}}
dla dowolnego {\displaystyle \Delta x=(\Delta x_{1},\dots ,\Delta x_{n})\in \mathbb {R} ^{n}} takiego, że {\displaystyle a+\Delta x} należy do dziedziny {\displaystyle f.} To przybliżenie jest tym lepsze im mniejsze co do normy jest {\displaystyle \Delta x.}
Trochę nadużywając notacji można {\displaystyle dx^{i}} we wzorze
{\displaystyle df(a)=\sum _{i=1}^{n}{\frac {\partial f}{\partial x_{i}}}(a)dx^{i}}
interpretować jako przyrosty argumentów funkcji {\displaystyle f.} Oznaczenie {\displaystyle dx^{i}} odzwierciedla wtedy to, że zakłada się, że są one małe. W szczególności, trochę nadużywając notacji, można napisać, że np.
{\displaystyle f(x+dx,y+dy)-f(x,y)\approx df(x,y)={\frac {\partial f}{\partial x}}(x,y)dx+{\frac {\partial f}{\partial y}}(x,y)dy.}

## Różniczka zupełna jako 1-forma
Niech {\displaystyle U\subset \mathbb {R} ^{n}} będzie zbiorem otrwartym. Różniczkowalna funkcja {\displaystyle f\colon U\to \mathbb {R} } indukuje odwzorowanie {\displaystyle df} z {\displaystyle U} w {\displaystyle {\cal {L(\mathbb {R} ^{n},\mathbb {R} ),}}} tj. w przestrzeń przekształceń liniowych z {\displaystyle \mathbb {R} ^{n}} w {\displaystyle \mathbb {R} } dane wzorem
{\displaystyle x\mapsto df(x).}
Przekształcenie {\displaystyle df} nazywamy pochodną funkcji {\displaystyle f} albo różniczką funkcji {\displaystyle f.} Przekształcenie {\displaystyle df} spełnia definicję {\displaystyle 1}-formy. Różniczka jest zatem {\displaystyle 1}-formą na zbiorze otwartym {\displaystyle U.} Ogólna {\displaystyle 1}-forma na zbiorze otwartym {\displaystyle U\subset \mathbb {R} ^{n}} ma postać kanoniczną
{\displaystyle \omega =\sum _{i=1}^{n}f_{i}dx^{i},}
gdzie współczynniki {\displaystyle f_{i}} to dowolne funkcje rzeczywiste i niekonicznie muszą być pochodnymi cząstkowymi innej funkcji. Ogólna {\displaystyle 2}-forma na zbiorze otwartym w {\displaystyle \mathbb {R} ^{3}} ma postać kanoniczną
{\displaystyle \omega =f\ dx\wedge dy+g\ dx\wedge dz+h\ dy\wedge dz,}
gdzie {\displaystyle \wedge } to iloczyn zewnętrzny. Ogólna {\displaystyle k}-forma na zbiorze otwartym w {\displaystyle \mathbb {R} ^{n}} ma postać
{\displaystyle \omega =\sum _{1\leqslant i_{1}<\ldots <i_{k}\leqslant n}f_{i_{1},\dots ,i_{k}}\ dx^{i_{1}}\wedge \ldots \wedge dx^{i_{k}}.}
O formie różniczkowej mówi się z definicji, że jest klasy {\displaystyle C^{r}} lub klasy {\displaystyle C^{\infty }} jeżeli takimi są funkcje {\displaystyle f_{i_{1},\dots ,i_{k}}.}
Pochodną zewnętrzną {\displaystyle k}-formy {\displaystyle \omega } nazywa się następującą {\displaystyle (k+1)} formę
{\displaystyle d\omega :=\sum _{1\leqslant i_{1}<\ldots <i_{k}\leqslant n}df_{i_{1},\dots ,i_{k}}\wedge dx^{i_{1}}\wedge \ldots \wedge dx^{i_{k}}.}
O formie różniczkowej która jest postaci {\displaystyle \omega =d\eta } dla pewnej formy {\displaystyle \eta } mówi się, że jest dokładna. O formie różniczkowej, której pochodna zewnętrzna znika mówi się, że jest zamknięta. Z twierdzenia Schwarza i własności iloczynu zewnętrznego wynika, że
{\displaystyle d(d\omega )\equiv 0}
o ile tylko funkcje {\displaystyle f_{i_{1},\dots ,i_{k}}} są klasy co najmniej {\displaystyle C^{2},} a zatem każda forma dokładna (i klasy co najmniej {\displaystyle C^{1}}) jest zamknięta. Odwrotna implikacja nie musi być prawdziwa, ale jak wynika z Lematu Poincarégo jest prawdziwa na zbiorach otwartych i gwiaździstych.
W szczególności z definicji pochodnej zewnętrznej wynika, że różniczka (zupełna) {\displaystyle df} jest pochodną zewnętrzną {\displaystyle 0}-formy {\displaystyle \omega =f,} czyli zwykłej funkcji. Wynika stąd, że różniczka (zupełna) jest dokładna i zamknięta.

## Całka po krzywej zamkniętej
Ponieważ różniczka {\displaystyle df} jest {\displaystyle 1}-formą to można rozważać jej całkę jako całkę z formy po {\displaystyle 1}-wymiarowej rozmaitości różniczkowej, czyli po krzywej.
{\displaystyle \int _{\gamma }df.}
Ogólne twierdzenie Stokesa mówi, że całka {\displaystyle (n-1)}-formy {\displaystyle \omega } po brzegu {\displaystyle \partial M} {\displaystyle n}-wymiarowej rozmaitości różniczkowej {\displaystyle M} jest równa (brzeg jest wówczas rozmaitością różniczkową {\displaystyle (n-1)} wymiarową)
{\displaystyle \int _{\partial M}\omega =\int _{M}d\omega .}
Krzywa zamknięta {\displaystyle \partial M} jest brzegiem pewnej 2-wymiarowej rozmaitości różniczkowej, czyli powierzchni w {\displaystyle \mathbb {R} ^{n}.} Ponieważ różniczka (zupełna) jest zamknięta to z twierdzenia Stokesa dostajemy
{\displaystyle \int _{\partial M}df=\int _{M}d(df)=\int _{M}0=0,}
a zatem całka z różniczki (zupełnej) po krzywej zamkniętej znika.

## Niezależność od drogi całkowania
Rozpatrzmy dwa dowolne punkty {\displaystyle A,B\in \mathbb {R} ^{n}} oraz dwie dowolne krzywe je łączące – krzywą {\displaystyle \gamma _{1}} biegnącą z punku {\displaystyle A} do punktu {\displaystyle B} oraz krzywą {\displaystyle \gamma _{2}} biegnącą z punktu {\displaystyle B} do punktu {\displaystyle A.} Krzywe {\displaystyle \gamma _{1}} i {\displaystyle \gamma _{2}} tworzą razem 1-wymiarową rozmaitość różniczkową kawałkami gładką dla której prawdziwe jest Ogólne Twierdzenie Stokesa. Z dyskusji w poprzednim rozdziale dostajemy
{\displaystyle \int _{\gamma _{1}}df+\int _{\gamma _{2}}df=0,}
czyli
{\displaystyle \int _{\gamma _{1}}df=-\int _{\gamma _{2}}df.}
Zamieniając parametryzację krzywej {\displaystyle \gamma _{2}} na przeciwną, dostajemy
{\displaystyle \int _{\gamma _{1}}df=\int _{-\gamma _{2}}df.}
Oznacza to, że całka od punktu {\displaystyle A} do {\displaystyle B} z {\displaystyle df} nie zależy od drogi całkowania.

## Twierdzenie o istnieniu różniczki zupełnej
Tw. Jeżeli mamy dane wyrażenie Pfaffa postaci
{\displaystyle \sum _{i=1}^{n}{f_{i}(q_{1},q_{2},\dots ,q_{n})dq_{i}},}
gdzie {\displaystyle f_{i}(q_{1},q_{2},\dots ,q_{n}),i=1,\dots ,n} – dane funkcje zmiennych {\displaystyle q_{1},q_{2},\dots ,q_{n},}
to jest ono różniczką zupełną {\displaystyle df} pewnej funkcji {\displaystyle f(q_{1},q_{2},\dots ,q_{n}),} jeżeli dla każdego {\displaystyle i,j} zachodzi:
{\displaystyle {\frac {\partial f_{i}(q_{1},q_{2},\dots ,q_{n})}{\partial q_{j}}}={\frac {\partial f_{j}(q_{1},q_{2},\dots ,q_{n})}{\partial q_{i}}}.}
Dowód:
Wychodząc z wyrażenia na różniczkę zupełną {\displaystyle df,} widzimy, że funkcje {\displaystyle f_{i}(q_{1},q_{2},\dots ,q_{n})} mają postacie
{\displaystyle f_{i}(q_{1},q_{2},\dots ,q_{n})={\frac {\partial f(q_{1},q_{2},\dots ,q_{n})}{\partial q_{i}}}}
i powyższy warunek na istnienie różniczki zupełnej funkcji {\displaystyle f(q_{1},q_{2},\dots ,q_{n})} sprowadza się do żądania, by równe były pochodne cząstkowe drugiego rzędu
{\displaystyle {\frac {\partial ^{2}f(q_{1},q_{2},\dots ,q_{n})}{\partial q_{j}\partial q_{i}}}={\frac {\partial ^{2}f(q_{1},q_{2},\dots ,q_{n})}{\partial q_{i}\partial q_{j}}}}
– wymóg ten jest zawsze spełniony, jeżeli istnieją powyższe pochodne, cnd.